# Catedral de Santa Margarita (Ayr)
La Catedral de Santa Margarita o simplemente Catedral de Ayr (en inglés: Cathedral of Saint Margaret) es una catedral católica ubicada en Ayr, Escocia al norte del Reino Unido. Es la sede del obispo de Galloway, y la iglesia madre de la Diócesis de Galloway. St Margarets fue designada una catedral en 2007, y es la iglesia más reciente en recibir el estatus de catedral católica en el Reino Unido, debido al cierre de la Catedral del Buen Pastor, de Ayr. A raíz de la destrucción de la catedral de San Andrés por un incendio el 10 de mayo de 1961, el obispo McGee pidió al papa Juan XXIII permiso para situar la catedral en la ciudad de Ayr y el uso de la iglesia del Buen Pastor como su catedral hasta el momento en que una nueva catedral se pudiera construir. Este permiso fue concedido el 12 de marzo de 1962.
Durante los años que siguieron las circunstancias cambiaron y ninguna nueva catedral fue construida. En septiembre de 2001 el obispo Maurice Taylor había llegado a la conclusión de que la iglesia del Buen Pastor ya no era un lugar adecuado para la catedral. En consecuencia, se solicitó a la Santa Sede el permiso para transferir la catedral a St Margaret. El obispo recibió una respuesta afirmativa y St Margaret ha sido la catedral desde el 28 de julio de 2007.